# Leitura a frio
Leitura a frio, ou leitura fria (do inglês: cold reading), é um conjunto de técnicas que, a partir de certos aspectos, fazem com que se seja capaz de dizer coisas sobre a vida de uma pessoa, para impressionar, ganhar confiança ou até mesmo criar empatia. Ferramenta usada no auxílio de diversas profissões ligadas às características comportamentais e psicológicas do ser humano. Utilizada bastante também por mentalistas, hipnólogos, entre outros. 
A história da leitura fria está ligada diretamente ao empresário norte-americano Phineas Taylor Barnum, conhecido por P. T. Barnum. É considerado por muitos profissionais que utilizam a leitura fria como ferramenta de trabalho como o "pai" da leitura fria. P.T Barnum utilizou-a em suas atividades empresarias com um nível considerável de acerto.
A leitura fria tem como base a própria observação de Barnum, o Efeito Forer, que se refere ao fato de pessoas avaliarem afirmações como altamente precisas para elas pessoalmente, mesmo que as declarações possam ser aplicadas a uma grande quantidade de pessoas.

## Exemplos de leitura
"Tu és extrovertido com os amigos, mas gostas de ficar sozinho em alguns momentos."
"Tu costumas pensar de uma forma independente. Não aceitas qualquer coisa que te dizem sem ter uma mínima prova que seja."
"De vez em quando tu não consegues dormir, por ficar a pensar em todas as coisas que gostarias que acontecessem."
Todas essas frases são exemplos clássicos de leitura fria. Elas trazem afirmações que parecem pessoais, mas são totalmente vagas para qualquer um.

## O que é analisado
Os principais aspectos analisados são:
- Linguagem corporal (leitura fria através dos gestos e micro-gestos, conscientes e inconscientes da pessoa);
- Grafologia (leitura fria através da grafia da pessoa);
- Voz (tonalidade, volume, vocabulário...);
- Nome (é feita uma leitura através do nome da pessoa);